# Мисионарска поза: Мајка Тереза у теорији и пракси
Мисионарска поза: Мајка Тереза у теорији и пракси (енгл. The Missionary Position: Mother Teresa in Theory and Practice) је есеј британско-америчког новинара и поборника атеизма Кристофера Хиченса објављен 1995.
У суштини, овај рад је критика животног дела и филозофије Мајке Терезе, оснивача међународне религијске конгерегације Католичке цркве. Есеј поставља питање колико је тачна медијска слика о њеним хуманитарним делима. По обиму, ово дело је више памфлет него књига. 2012-е, реиздато је као е-књига, са предговором Томаса Малона.
Главна порука ове књиге, како је то срочио један књижевни критичар, је: "Мајка Тереза је мање заинтересована за помагање сиромашнима, а више за коришћење њих као извор тескобе којом ће подгревати експанзију њених фундаменталистичких идеја". 